# Michel Normand
Michel Normand est un joueur français de football qui évoluait au poste de défenseur.

## Biographie
Arrière gauche de formation, Michel Normand commence sa carrière avec le club des Girondins de Bordeaux en 1942. Il joue très peu durant ses premières saisons, mais est titulaire lors des deux matchs de la finale de coupe de France 1942-43 perdue contre l'Olympique de Marseille.
En 1945, il rejoint le club de l'Olympique d'Alès sans autorisation, et est donc prié par les instances fédérales de retourner dans le club bordelais.

## Palmarès
Girondins de Bordeaux
- Coupe de France :
  - Finaliste : 1942-43.